# Xã Helena, Michigan
Xã Helena (tiếng Anh: Helena Township) là một xã thuộc quận Antrim, tiểu bang Michigan, Hoa Kỳ. Năm 2010, dân số của xã này là 1.001 người.